# Джиллетт, Честер
Че́стер Э́ллсуорт Джилле́тт (Chester Ellsworth Gillette; 9 августа 1883 года, Монтана, США — 30 марта 1908 года, Оберн, Нью-Йорк, США) — осуждённый американский убийца, послуживший прототипом Клайда Гриффитса, вымышленного персонажа романа Теодора Драйзера «Американская трагедия».

## Биография
Честер Джиллетт родился 9 августа 1883 года в Монтане, но часть своего детства провёл в Спокане. Его родители были финансово обеспечены, но глубоко религиозны, что в конечном итоге заставило их отказаться от материальных благ и вступить в Армию спасения. Пока Честер был в подростковом возрасте, семья путешествовала по Западному побережью и Гавайям. Честер не воспринял религиозную сторону своего воспитания. Благодаря финансовой поддержке своего состоятельного дяди, Джиллетт учился в подготовительной школе Оберлинского колледжа, однако в 1903 году бросил занятия после двух лет обучения. После этого он перебивался случайными работами, пока в 1905 году не получил скромную должность на фабрике своего дяди в Кортленде (Нью-Йорк). Благодаря родству, он стал вхож в общество молодёжи из состоятельных семей.

## Роман с Грейс Браун. Убийство

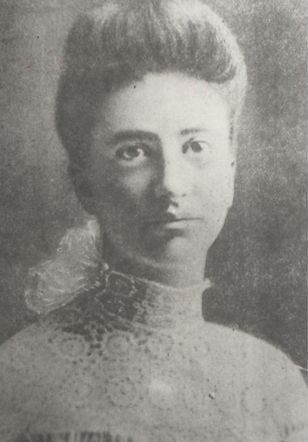
Грейс Браун.

На фабрике он познакомился с работницей, 20-летней Грейс Браун. Браун родилась 20 марта 1886 года и, будучи дочерью преуспевающего фермера округа Шенанго, выросла в Южном Отсилике. Согласно прессе, у неё было прозвище «Билли» из-за её любимой песни Хьюи Кэннона «Won’t You Come Home Bill Bailey». Тем не менее, свои любовные письма она часто подписывала, как «Кид» в честь Билли Кида. В Кортленд она переехала за год до Джиллетта и поселилась у сестры и её мужа. Вскоре Браун и Джиллетт вступили в сексуальные отношения, при этом Грейс думала, что тот на ней женится.
Весной 1906 года Грейс поняла, что беременна. Она часто стала писать Честеру жалобные письма, в которых умоляла жениться на ней и оказывала давление (позже письма были зачитаны на суде в качестве доказательства). Грейс на время вернулась в дом своих родителей, но затем вернулась в Кортленд, где поняла, что Честер ухаживает за другими девушками. По одной газетной версии, Честер оставил Грейс ради богатой знакомой по имени Гэрриет Бенедикт. Та всё отрицала и в официальном пресс-релизе заявила, что они никогда не были помолвлены, а знакомство их было непродолжительным, и он никогда не делал ей предложения.
Со временем, другие стали замечать, что  Грейс часто стала плакать, а Честер разговаривал с ней на повышенных тонах. Грейс по-прежнему настаивала на принятии Честером какого-то решения, а тот делал туманные заявления об их будущем и о том, что в ближайшее время они отправятся в какую-нибудь поездку (это подтверждает последнее письмо Браун, написанное 5 июля, где она прощалась со своей матерью).
Честер сделал приготовления для поездки в горы Адирондак в северной части штата Нью-Йорк, популярное место отдыха. Пара остановилась на ночь в городе Ютика, а затем направилась к лесному озеру Биг-Муз в округе Херкимер. В близлежащем отеле Честер зарегистрировался под выдуманным именем Карл Грэм (хотя использовал свои собственные инициалы, в соответствии с монограммой «CG» на чемодане: Carl Graham — Chester Gillette). Он нёс  чемодан и теннисную ракетку. Грейс, возможно, ожидала «церемонии побега».
Утром 11 июля Честер повёз Грейс кататься на лодке по озеру, взяв с собой чемодан с ракеткой. Во время катания он, предположительно, оглушил её ударом ракетки по голове и столкнул за борт. Честер попытался инсценировать гибель «Карла Грэма»: на поверхности плавали опрокинутая лодка и мужская шляпа. А сам тем временем пробрался через лес к озеру Фултон, где поселился в отеле под настоящим именем. Позже свидетели будут говорить, что Честер казался спокойным и невозмутимым, ничто не выдавало его волнения. 
Тело Грейс было поднято на следующий день. Вскрытие зафиксировало тяжелую травму головы и дело переквалифицировали с несчастного случая на убийство.  Следствию удалось довольно быстро выйти на Честера. Тот не смог внятно объяснить, где находился 11 июля, и был арестован по подозрению в убийстве.

## Суд
Процесс, проходивший в округе Херкимер, вскоре попал на первые полосы газет США. Обвинение утверждало, что Честер решил избавиться от беременной любовницы, так как скандал перечеркнул бы его честолюбивые планы. Адвокаты Честера утверждали, что его клиент невиновен, Грейс покончила жизнь самоубийством, а Честер был беспомощным зрителем (сам Честер на суде тоже держался этой версии). Впрочем, ранее Честер неоднократно менял показания. Его объяснения нестыковок, как, например, каким образом утонувшая Грейс получила черепно-мозговые травмы, зачем он взял чемодан и ракетку в лодку, а не оставил в камере хранения отеля, и каким образом чемодан остался сухим, когда лодка перевернулась, казались неправдоподобными. Присяжные признали его виновным в убийстве. 30 марта 1908 года Честер был казнён на электрическом стуле в тюрьме «Оберн».

## После казни
В 2007 году дневник Честера, который он вёл в течение последних семи месяцев заключения, был подарен библиотеке колледжа Гамильтона двоюродной племянницей Честера. Вдобавок, вместе с дневником были переданы двенадцать писем, написанных Честером во время заключения. Одиннадцать писем были адресованы Бернис Феррин, другу семьи, которая переехала в Оберн, чтобы остаться с сестрой Честера Хазел. Двенадцатое письмо, прощальное, написанное накануне казни, было направлено Хазел Джиллетт. Письма и дневник были опубликованы в декабре 2007 года, почти через сто лет после казни.